# 岩井市
岩井市（日语：／ Iwai shi */?）是茨城縣的一個已不存在的市。2005年3月22日，與猿島郡猿島町合并為坂東市。